# NGC 3352
NGC 3352 é uma galáxia lenticular (S0) localizada na direcção da constelação de Leo. Possui uma declinação de +22° 22' 17" e uma ascensão recta de 10 horas, 44 minutos e 14,8 segundos.
A galáxia NGC 3352 foi descoberta em 19 de Março de 1880 por Édouard Jean-Marie Stephan.